# Мамутов, Равшан Аминаддинович
Равшан Аминаддинович Мамутов (узб. Ravshan Aminaddinovich Mamutov, род. 23 октября 1973 года в Республике Каракалпакстан, Узбекская ССР, СССР)—инженер-строитель и экономист, депутат Законодательной палаты Олий Мажлиса Республики Узбекистан.

## Биография
Равшан Аминаддинович родился 23 октября 1973 года в Республике Каракалпакстан, заместитель начальника Главного управления водного хозяйства МСВХ Республики Узбекистан, место обучение Ташкентский архитектурно-строительный институт и Ташкентский государственный экономический университет, имеет знание двух языков. Он был членом Фракция Движения предпринимателей и деловых людей — Либерально-демократической партии Узбекистана и он участвовал комитете по аграрным и водохозяйственным вопросам.

## Примечание
1. ↑  Депутаты. parliament.gov.uz. Дата обращения: 30 октября 2021. Архивировано 30 октября 2021 года.